# Ausbaugeschwindigkeit
Die Ausbaugeschwindigkeit ist ein im gesamten deutschen Sprachgebiet gebrauchter Fachbegriff aus dem Verkehrswesen und ein spezieller Ausbauwert. Ausbauwerte sind Parameter, die einen Verkehrsweg beschreiben, und sind damit ein Maß für den Ausbauzustand des Verkehrswegs. Die Ausbaugeschwindigkeit beschreibt die auf einem Verkehrsweg maximal mögliche sichere Verkehrsgeschwindigkeit. Ausbaugeschwindigkeit ist nicht dasselbe wie Reisegeschwindigkeit. Reisegeschwindigkeit ist das Verhältnis aus der Entfernung zwischen Ausgangs- und Zielort und der gesamten Reisezeit.

## Anwendung
Die Ausbaugeschwindigkeit wird für bestehende Verkehrswege angegeben. Im Straßenbau zeigt die erreichte Ausbaugeschwindigkeit, ob Geschwindigkeitsbegrenzungen erforderlich sind. Leidet die Qualität einer Strecke durch Alterung oder übermäßige Belastungen, so muss die Ausbaugeschwindigkeit ggf. nach unten korrigiert werden. Bei Neubauprojekten werden hingegen Mindestwerte für die Ausbaugeschwindigkeit festgelegt. Die Streckenplanung muss dann so erfolgen, dass die geforderte minimale Ausbaugeschwindigkeit erreicht wird.

## Parameter
Die Ausbaugeschwindigkeit wird dabei immer unter dem Gesichtspunkt der Verkehrssicherheit betrachtet. Sie ist von verschiedenen Parametern abhängig. Die beiden wichtigsten für alle Verkehrswege sind der minimale Kurvenradius und die maximale Steigung, sowie insbesondere im Straßen- und Gleisbau die Haftreibung der rollenden Teile und die Übersichtlichkeit der Strecke (vgl. auch Bremsweg). Die Sicherheitseinrichtungen der Fahrzeuge spielen allerdings ebenfalls eine große Rolle (vgl. auch Fahrerassistenzsysteme).
Die Ausbaugeschwindigkeit hängt also auch von den Umweltbedingungen (z. B. Nässe, Wind) ab. Moderne Verkehrsleitsysteme passen die aktuell zulässige Höchstgeschwindigkeit den aktuellen Umweltbedingungen an. Auch die bekannten bedingten Geschwindigkeitsbegrenzungen (z. B. Schilder 60 km/h bei Nässe) tragen dieser Tatsache Rechnung.
Die erreichbare Ausbaugeschwindigkeit ist direkt von den baulichen und landschaftlichen Rahmenbedingungen des Verkehrswegs abhängig. Die höchste Ausbaugeschwindigkeit wird auf einer geraden, ebenen Strecke erreicht. Hindernisse, die Einfluss auf die Streckenführung nehmen und somit die Ausbaugeschwindigkeit beeinflussen, sind beispielsweise Erhöhungen, Senken, Gewässer, Besiedlung, Natur- oder Landschaftsschutzgebiete oder bereits vorhandene Verkehrswege. Bei der Verkehrsplanung müssen dann auch Gesichtspunkte des Umweltschutzes beachtet werden.

## Weitere Bedeutung
Der Begriff Ausbaugeschwindigkeit wird auch in seiner Trivialbedeutung als „Geschwindigkeit des Ausbaus“ verwendet. In diesem Zusammenhang taucht er als qualitativer Parameter auch außerhalb des Verkehrswesens auf (wie etwa Ausbau der Kinderbetreuungsplätze, Ausbau eines Wohnhauses, Ausbau von Strukturen in Echtzeit-Strategiespielen).